# Wörth am Rhein
Wörth am Rhein település Németországban, Rajna-vidék-Pfalz tartományban. Lakosainak száma 18 405 fő (2023. december 31.). Wörth am Rhein Freckenfeld és Vollmersweiler községekkel határos.

## Népesség
A település népességének változása:
| Lakosok száma | 17 968 | 18 123 | 18 274 | 18 350 | 18 405 |
|               | 2017   | 2019   | 2021   | 2022   | 2023   |